# Tram ATM serie 4500 (1942)
Le vetture tranviarie serie 4500 dell'ATM di Milano erano una piccola serie di vetture articolate a due casse, costruite dal 1942 al 1944 dall'Officina Meccanica della Stanga.
Costituivano la versione articolata delle vetture 5000, e furono fra le prime vetture ad utilizzare l'articolazione del tipo "giostra Urbinati", progettata dalla stessa Stanga.
Furono realizzate in 5 unità, numerate da 4500 a 4504 (la prevista quantità di 20 non poté essere costruita a causa degli eventi bellici), venendo poste in servizio sulla linea "interstazionale", aumentando l'offerta svolta dalle unità delle serie 3000 e 4000.
Una vettura fu distrutta nel bombardamento del 7 agosto 1943; le restanti quattro fecero servizio sulla rete urbana milanese fino al 1967, quando vennero accantonate e demolite.